# Mémorial de Hatam Sofer
Le mémorial de Hatam Sofer, anciennement vieux cimetière juif, est le lieu de sépulture et le mémorial de Hatam Sofer, un éminent rabbin orthodoxe du XIXe siècle, construit sur le site d'un cimetière juif du XVIIe siècle à Bratislava, en Slovaquie.
Le cimetière historique a été en grande partie détruit avec la construction d'un tunnel routier sous le château de Bratislava en 1943, mais les négociations avec le prêtre catholique et homme d'État Jozef Tiso ont permis de conserver une partie importante du cimetière contenant les tombes des rabbins, protégées par une structure de béton. Plus tard, lorsque le tunnel a été converti pour tramways, un arrêt de tramway a été construit au-dessus du site.
En 2002, un mémorial moderne a été érigé au-dessus du site et a été partiellement ouvert au public.
Ce site fait partie de la liste indicative du patrimoine mondial de l'Unesco pour la Slovaquie.

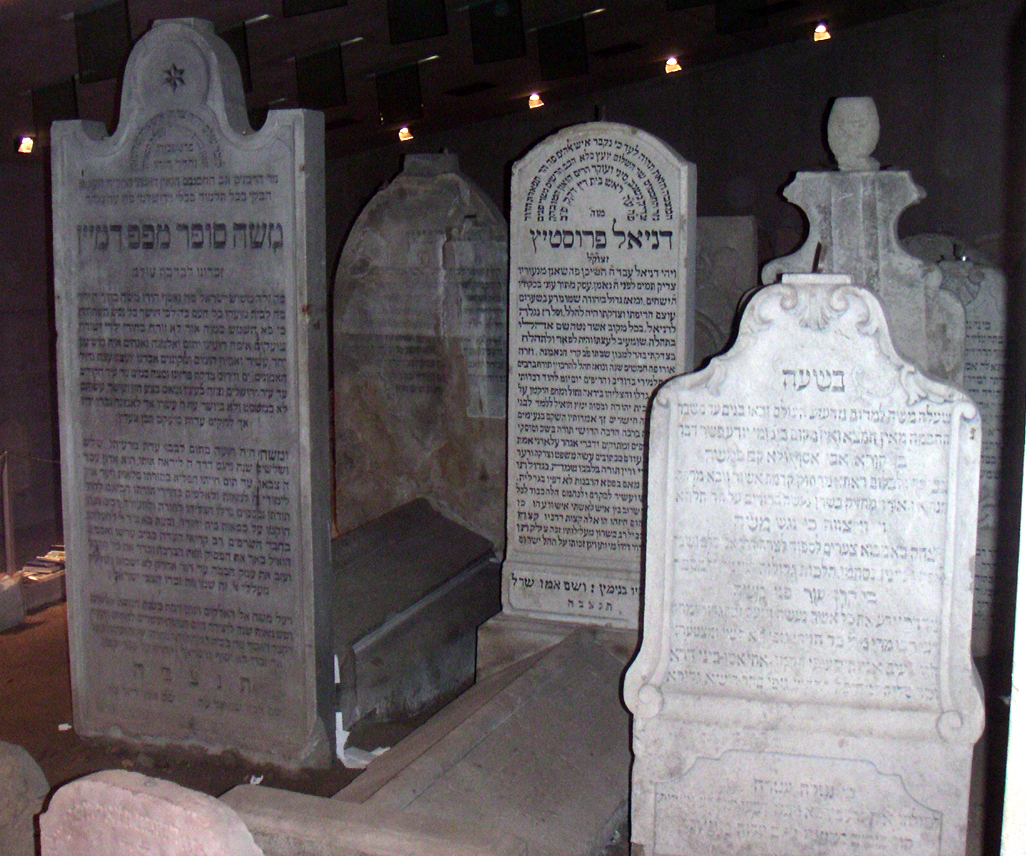
Tombe de Hatam Sofer (gauche).
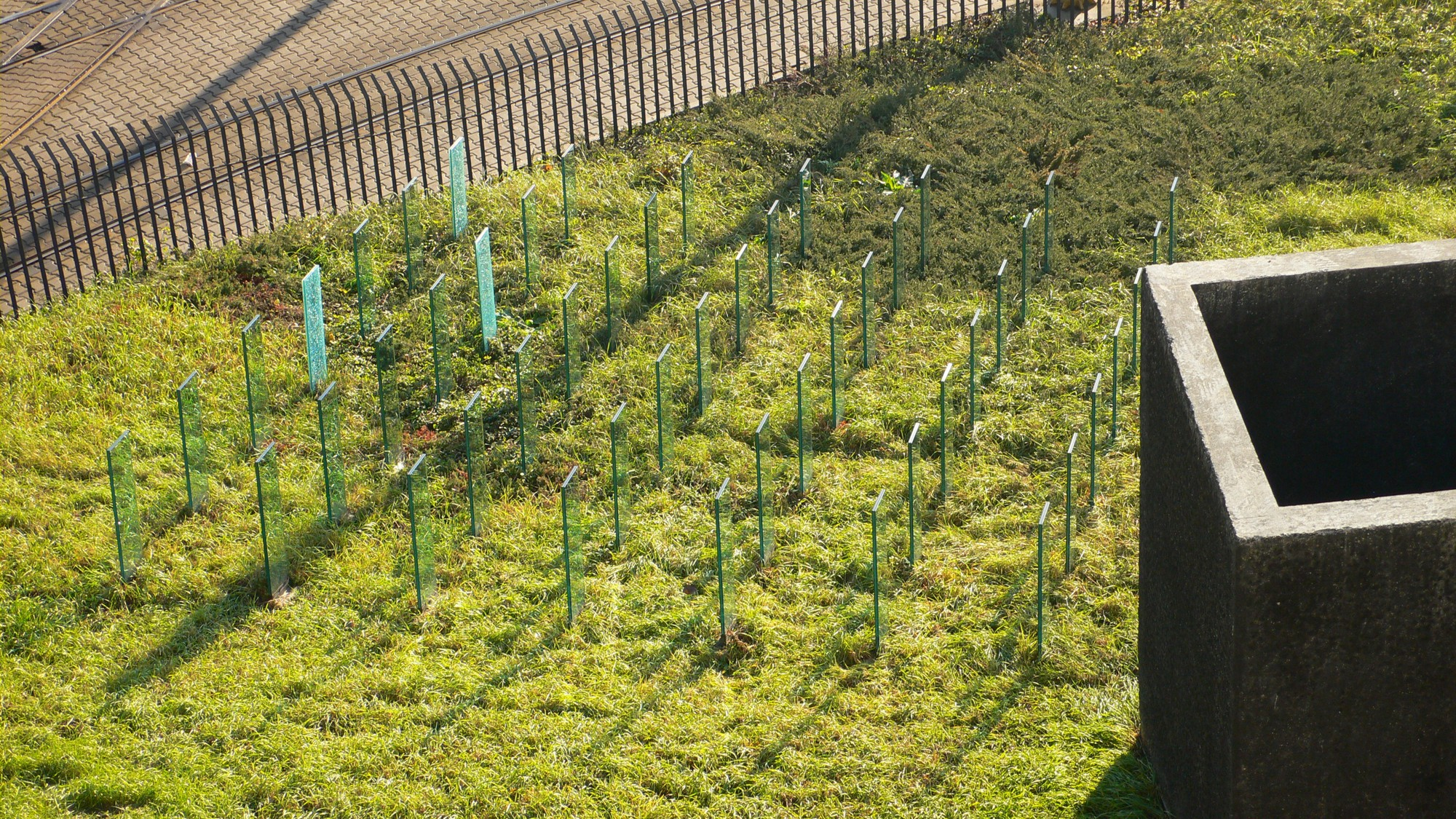
Vue au-dessus du tunnel.
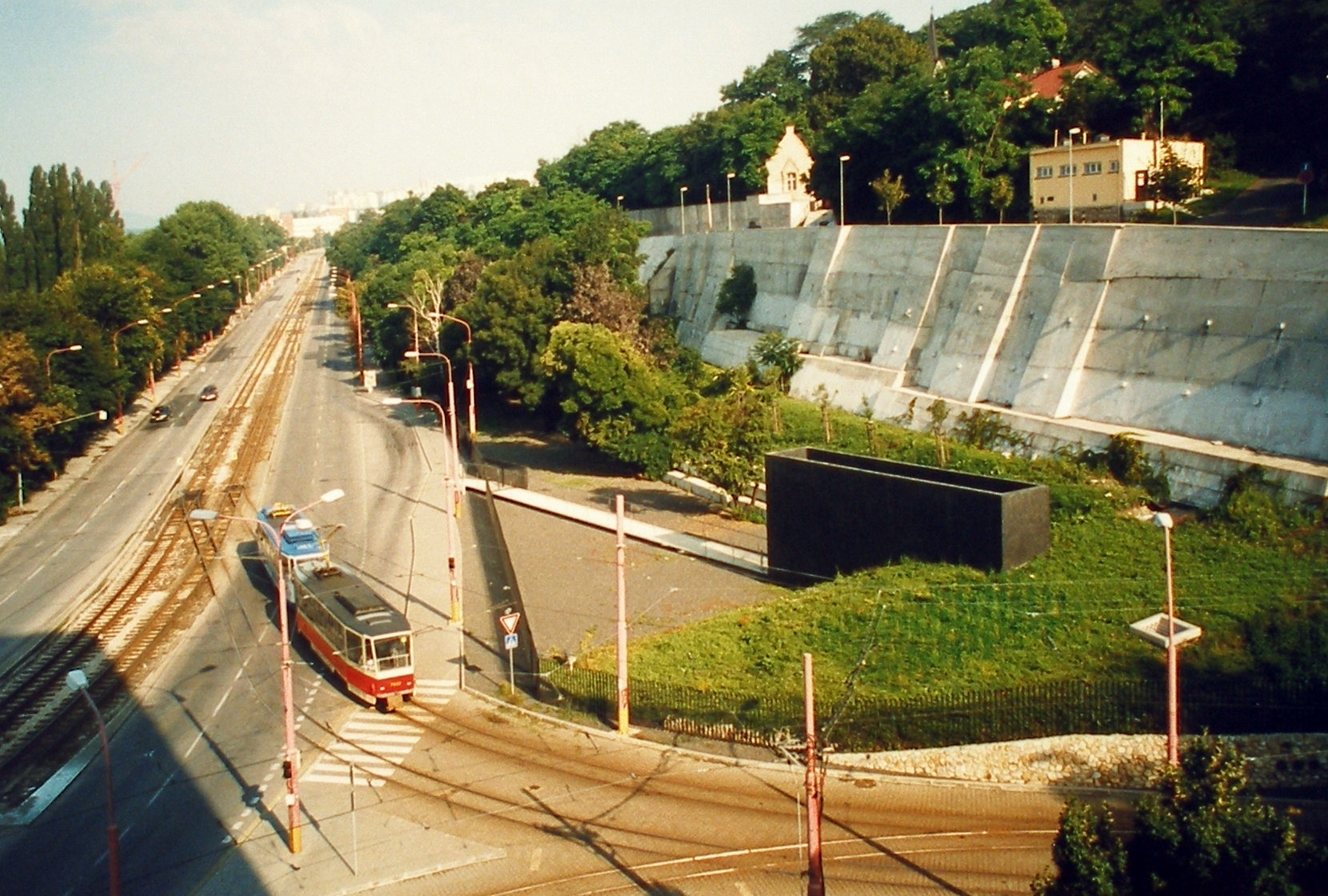
Le mémorial avant la construction du centre River Park (en).
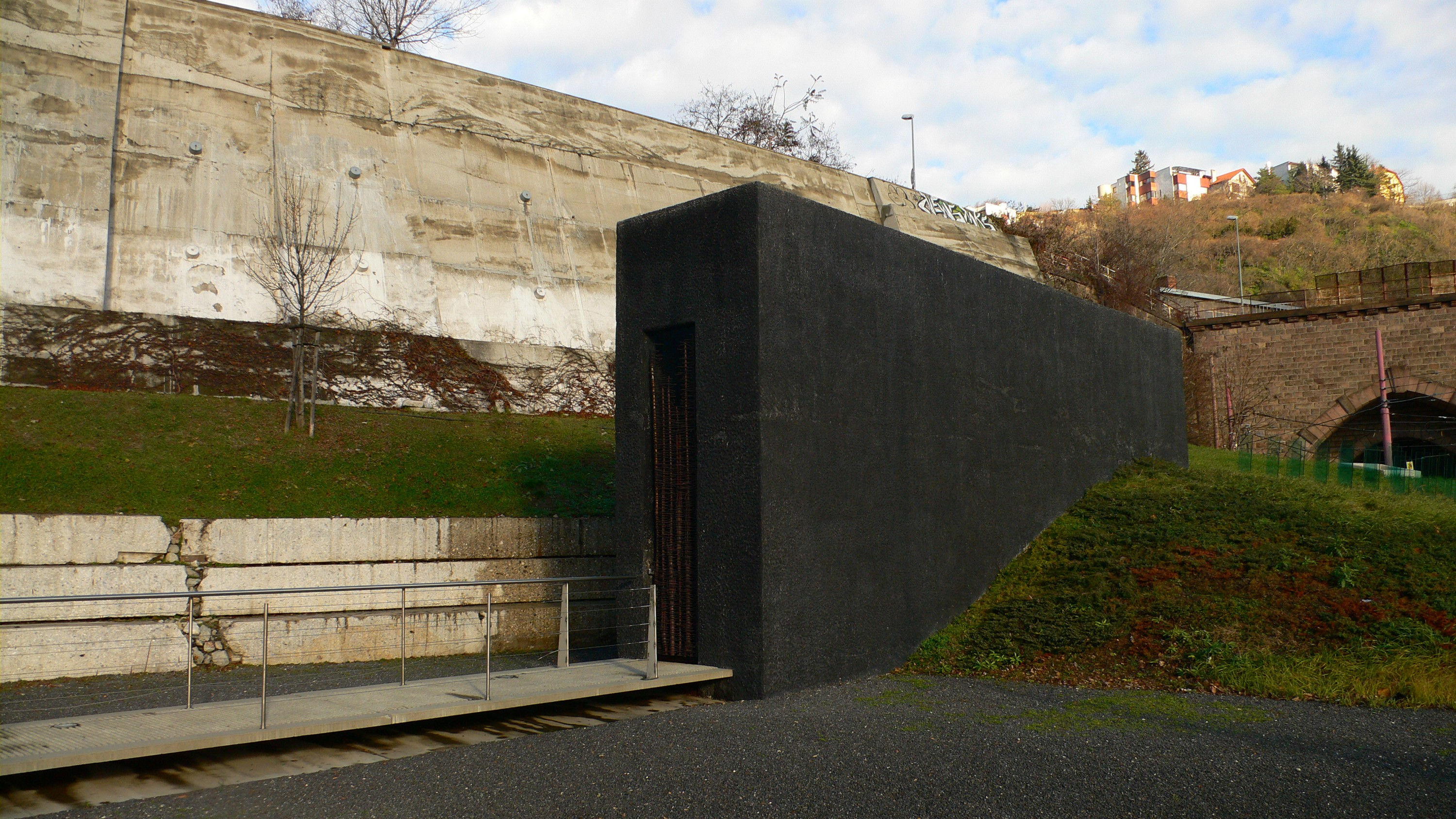